# Eskjær (Grinderslev Sogn)
 For alternative betydninger, se Eskær. (Se også artikler, som begynder med Eskær)
Eskjær er en herregård beliggende øst for Breum i Grinderslev Sogn, Salling i det tidligere Nørre Herred, Viborg Amt, nu Skive Kommune.
Eskjær er en meget gammel hovedgård, der nævnes i historien allerede i 1328, da den ejedes af Jacob Nielsen Gyldenstjerne. Senere har den været ejet af medlemmer af slægterne Rotfeldt, Høeg, Banner, Lykke, Parsberg, Rantzau og Reventlow.
Eskjær Gods er på 705 hektar med Korsholm, Hakkildegård, Øster Hegnet, Langesgård og Astruplund

## Ejere af Eskjær
Denne liste er ufuldstændig; hjælp gerne med at udfylde den.
- (1328) Jakob Nielsen Gyldenstierne
- (1407) Niels Jakobsen
- ( -1493) Eskild Nielsen Høg
- ( - ) Peder Nielsen Høg
- (1493- ) Jakob Eskildsen Høg
- ( -1524) Niels Pedersen Høg
- (1524) Anna Nielsen Høg, gift Rotfeld
- (1524-1540) Niels Jensen Rotfeld
- (1540-1558) Jens Rotfeld
- (1558-1577) Johanne Rotfeld, gift Lykke
- (1577-1602) Erik Lykke
- (1602-1619) Iver Lykke
- (1619) Kreditorer
- (1619-1643) Verner Parsberg
- (1643-1664) Niels Parsberg
- (1664-1674) Arvinger efter Christian Rantzau
- (1674-1681) Ditlev Rantzau
- (1681-1698) Verner Parsberg
- (1698) Christiane Barbara Rantzau, gift Rantzau
- (1698-1719) Verner Parsberg
- (1719-1730) Johan Parsberg
- (1730-1735) Boet efter Johan Parsberg
- (1735-1750) Claus Reventlow
- (1750-1768) Mads Hastrup
- (1768-1782) Von Geistler
- (1782-1797) Christian Lange
- (1797-1828) Henrik Johan de Leth
- (1828-1830) Kronen
- (1830-1858) Grønbech
- (1858-1869) Adler
- (1869-1915) Theodor Schütte
- (1915-1953) Gudmund Schütte
- (1953-1975) Herluf Visti Gudmundssøn Schütte
- (1975-) Vibeke og Birger Schütte